# Thomas F. Deutsch
Thomas F. Deutsch (* 24. April 1932 in Wien; † 17. Juli 2006 in Cambridge (Massachusetts)) war ein US-amerikanischer Angewandter Physiker. 
Deutsch studierte an der Cornell University mit dem Bachelor-Abschluss als Physikingenieur 1955 und an der Harvard University mit dem Master-Abschluss 1956 und der Promotion in Angewandter Physik 1961. Ab 1960 war er bei Raytheon, bei denen er leitender Wissenschaftler wurde. 1974 bis 1984 war er am Lincoln Laboratory des Massachusetts Institute of Technology und danach im Wellman Laboratory des Massachusetts General Hospital. Ab 1987 war er zusätzlich Associate Professor in der Abteilung für Dermatologie an der Harvard Medical School.
Ende der 1970er und Anfang der 1980er Jahre entwickelte er mit Daniel J. Ehrlich und Richard M. Osgood Techniken des chemischen Ätzens von Silizium mit Lasern und der Ablagerung von Metallen und Halbleitern in Chipstrukturen mit laserinduzierter Photodissoziation.
Später befasste er sich mit medizinischen Laseranwendungen (optische Diagnoseverfahren, Laser-Gewebe-Wechselwirkung).
1991 erhielt er mit Osgood und Ehrlich den R. W. Wood Prize. Er war Fellow der American Physical Society, des IEEE und der Optical Society of America.